# Taisen Deshimaru
Taisen Deshimaru Rōshi (弟子丸泰仙, al secolo Deshimaru Yasuo; Kyūshū, 29 novembre 1914 – Tokyo, 30 aprile 1982) è stato un monaco buddhista giapponese, fondatore dell'Associazione Zen Internazionale.

## Biografia
Diventò, negli anni trenta, discepolo laico di Kōdō Sawaki, abate di Antaiji e uno dei monaci zen più significativi del Giappone del XX secolo. Sawaki nel suo insegnamento insistette particolarmente sull'importanza della pratica di zazen e fu tra coloro che favorirono l'accesso alla pratica da parte dei laici, organizzando, quasi ogni mese e per alcuni decenni, sesshin (periodi di solo zazen) in numerosi monasteri e templi. Partecipò alla seconda guerra mondiale, richiamato alle armi nella marina imperiale giapponese nel 1941 dopo l'attacco di Pearl Harbor.
In seguito, Taisen Deshimaru continuò a condurre una vita secolare pur seguendo l'insegnamento del suo maestro finché, nel 1965, ricevette l'ordinazione a monaco da Kōshō Uchiyama, successore di Sawaki nella conduzione di Antaiji. Due anni dopo la morte del suo maestro, nel 1967, si recò in Europa a Parigi dove, con estrema povertà di mezzi, per guadagnarsi l'indispensabile occorrente per vivere, iniziò nel retrobottega di un negozietto di macrobiotica a praticare dapprima il massaggio "shiatsu", di cui era ottimo conoscitore, a coloro che si rivolgevano a lui per questa pratica e successivamente iniziò ad insegnare lo Zazen ed a divulgarlo fra gli occidentali, che non conoscevano ancora questa "Via spirituale" di meditazione se non attraverso i pochi libri esistenti sull'argomento.

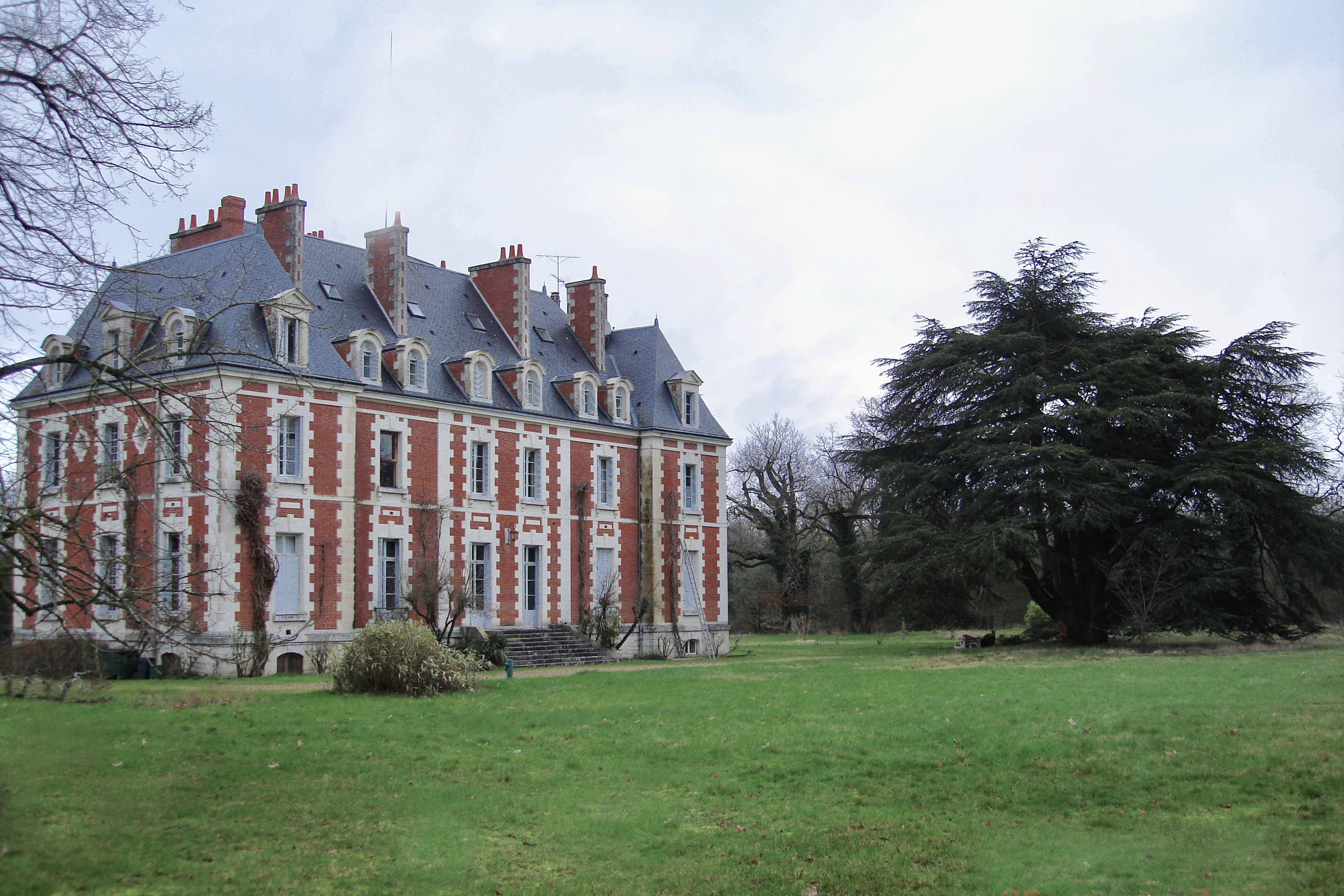
Tempio Zen "La Gendronnière" fondato da Taisen Deshimaru.

Poco tempo dopo, negli anni settanta, la sua missione iniziò a prendere respiro:  nel 1974 ricevette la trasmissione del Dharma dal maestro Yamada Reirin, superiore del monastero Eihei-ji. Nel 1980 diventò kaikyōsokan (Direttore dell'Ufficio Zen Sōtō giapponese)  in Europa. Creò un centinaio di dōjō e gruppi di zazen ripartiti sui quattro continenti e fondò, nel 1979, il primo grande Tempio d'Occidente alla Gendronnière (vicino a Blois). Alcuni anni prima (1970) aveva fondato l'Association Zen Internationale (AZI). La sua opera, aiutato dai suoi discepoli, venne divulgata anche attraverso numerosi libri e diverse pubblicazioni periodiche. Stabilì anche eccellenti rapporti con scienziati, artisti, terapeuti di ogni paese e contribuì molto all'avvicinamento Oriente-Occidente, che considerava una delle grandi speranze della nostra epoca; con l'introduzione dello zen nella nostra cultura, sperava di aiutare l'umanità a superare la crisi che attraversa.

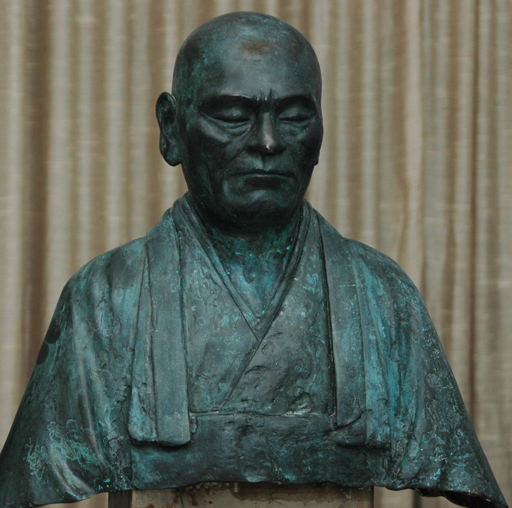
Statua di Deshimaru a Grötzingen

Taisen Deshimaru è deceduto il 30 aprile 1982, lasciando ai suoi discepoli l'essenza del suo insegnamento e la missione di trasmettere a loro volta la pratica dello zazen.
Deshimaru, però, morì senza aver iniziato nessuno dei suoi discepoli europei alla trasmissione del Dharma (conferimento dello shihō); ciò avvenne successivamente alla sua morte per opera di alcuni esponenti del lignaggio "Zen Sōtō" giapponese, che provvidero al conferimento dello shihō ad alcuni suoi discepoli.
Fra questi il monaco italiano Fausto Taiten Guareschi nel 1983 ricevette lo shiho da Narita Shuyu, abate del Tempio Todenji in Giappone, e nel 1984 il francese Roland Yuno Rech ricevette lo shiho da Niwa Renpo Zenji, superiore del Tempio di Eihei-ji (tempio fondato nel XIII secolo da Eihei Dōgen).
Uno dei primi e certamente tra i più importanti seguaci di Deshimaru, fu il filosofo e scrittore francese François-Albert Viallet. I due si incontrarono a Parigi poco tempo dopo l'arrivo di Deshimaru in Europa. Il loro rapporto, però, si interruppe bruscamente nel 1972 quando François-Albert Viallet, nonostante la netta opposizione di Deshimaru, si recò ad Antaiji, in Giappone. Il motivo della rottura risiede nel fatto che, in quell'occasione, Viallet apprese che Deshimaru non era stato "inviato" in Europa da Sawaki Kōdō ed era privo di autorizzazione ad ordinare monaci (nonostante le numerose ordinazioni da lui già effettuate). Questa autorizzazione la ottenne infatti solo 7 anni dopo il suo arrivo in Europa, nel 1974, quando dal rev. Yamada Reirin, abate del monastero Eihei-ji, ricevette la trasmissione del Dharma, o shihō, cerimonia in base alla quale Deshimaru poté conferire ordinazioni. Fu lo stesso Yamada Reirin a proporlo alla carica di kaikyōsokan. Viallet, deluso dalle notizie apprese, lasciò Deshimaru e divenne discepolo di Kōshō Uchiyama, successore di Sawaki quale abate di Antaiji, entrando a far parte di quella comunità monastica..

Un'altra relazione che ebbe importanti ripercussioni sull'attività di Deshimaru in Europa fu quella con Gérard Blitz, fondatore del Club Méditerranée, il quale per un periodo fu discepolo di Deshimaru contribuendo finanziariamente ai suoi progetti, per tornare poi al suo interesse principale: la pratica e l'insegnamento dello yoga.
Il Maestro Ryusui Zensen ha studiato la Via sotto il Venerabile Taigen Prajñânanda (1910 - 1993) e sotto il Patriarca Taisen Deshimaru (1914  - 1982), dal quale ha ricevuto il Sigillo della Trasmissione ( inka shōmei), ovvero l’attestazione della capacità di trasmettere l’insegnamento “da cuore a cuore”, secondo lo spirito tradizionale.